# General de divizie
General de divizie este un grad de ofițer care în unele țări comandă o forță militară corespunzătoare unei divizii.
În majoritatea țărilor însemnele pentru acest grad sunt două stele.
Gradul echivalent acestuia în România este general-maior.